# Protestbeweging van de gele hesjes

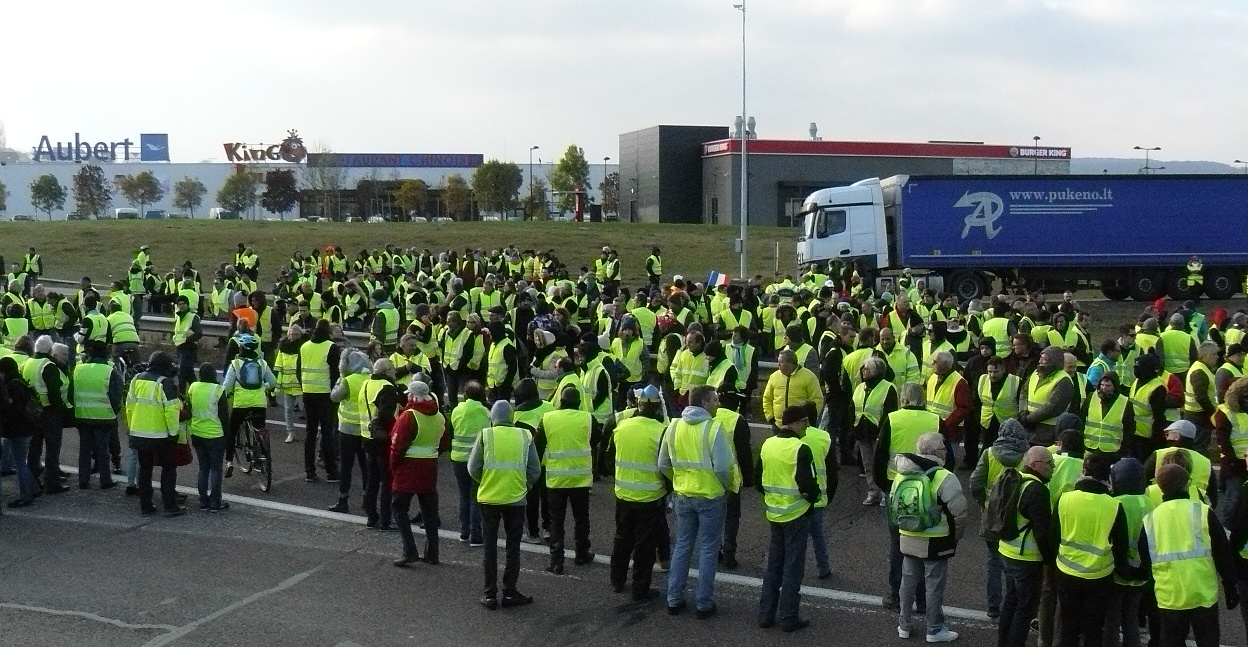
Gele hesjes in Vesoul, Frankrijk

De gele hesjes (les gilets jaunes, genoemd naar het gedragen gele zichtbaarheidshesje) zijn een protestbeweging die online startte in mei 2018 en leidde tot demonstraties die op 17 november 2018 in Frankrijk begonnen en zich relatief snel verspreidden naar onder andere België en Nederland. De organisatie van de protesten verliep vooral via sociale media.
In Frankrijk kwam de beweging als eerste op gang, op dat moment alleen nog naar aanleiding van de verhoging van de brandstofaccijns en de stijgende kosten van het levensonderhoud. Geleidelijk aan verspreidden de protesten zich naar andere landen en kregen een steeds breder karakter.

## Ontstaan

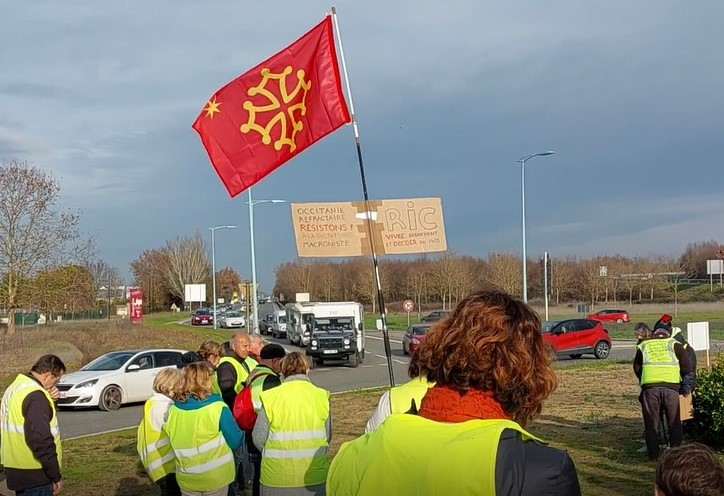
Gele hesjes in Montauban, Occitanië.

Uit onderzoek van Le Monde bleek de beweging op gang te zijn gekomen in januari en februari 2018, met de oprichting van Facebookgroepen onder het thema Colère (woede), gegroepeerd per departement. Deze woede richtte zich aanvankelijk vooral tegen de verlaging van de snelheidslimiet tot 80 km/u op secundaire wegen, maar kreeg ook steun uit identitaire hoek, met rechtse tot extreemrechtse  groepen zoals Debout la France, Rassemblement national HBM, en la nébuleuse des anti-Macron. Uit linkse en syndicale zijde kwam aanvankelijk geen reactie.
Tot de boegbeelden van de beweging worden onder meer gerekend: Éric Drouet (oproep tot eerste actie op 17 november 2018, en wellicht bedenker van de naam “Gilets jaunes”), Priscillia Ludosky (online petitie tegen verhoging brandstofprijzen), Maxime Nicolle (video-oproepen), Fabrice Schlegel, Leandro Nogueira,  Jacline Mouraud (tirade tegen Macron), Benjamin Cauchy, Christophe Chalençon, François Boulo, Ingrid Levavasseur en Jérôme Rodrigues. Hoewel sommigen onder hen optraden als woordvoerders, kende de beweging nooit een formele leiding.  Volgens de Franse historicus Gérard Noiriel was de beweging, inclusief kopstukken, ontstaan uit de (verarmde) kleinburgerij, en veel minder uit werknemers.  

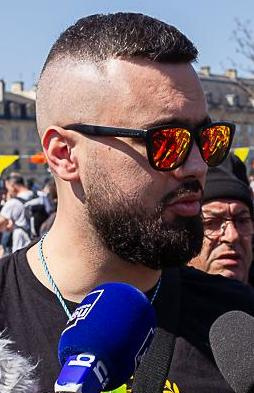
Éric Drouet
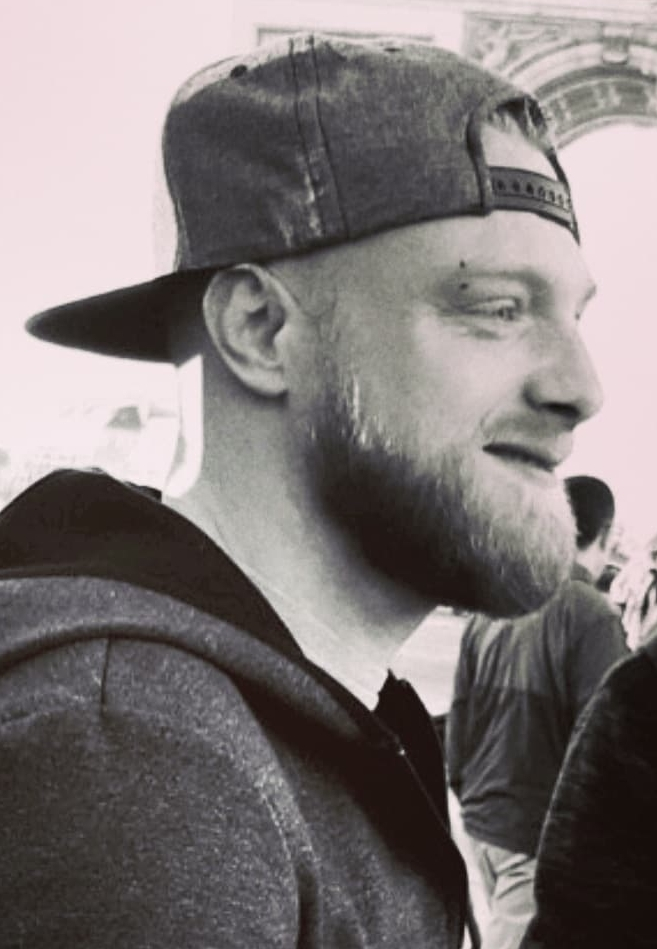
Maxime Nicolle
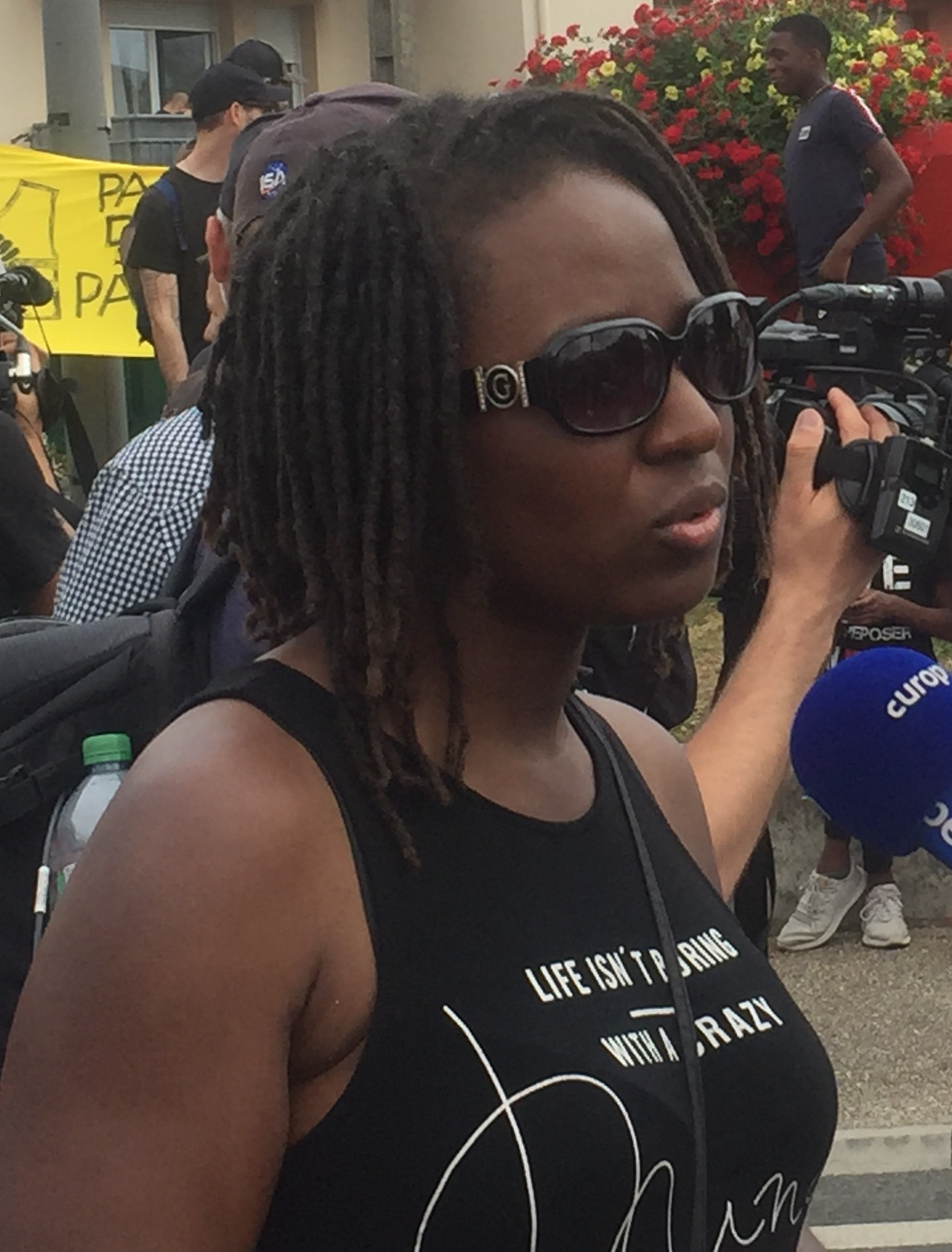
Priscillia Ludosky
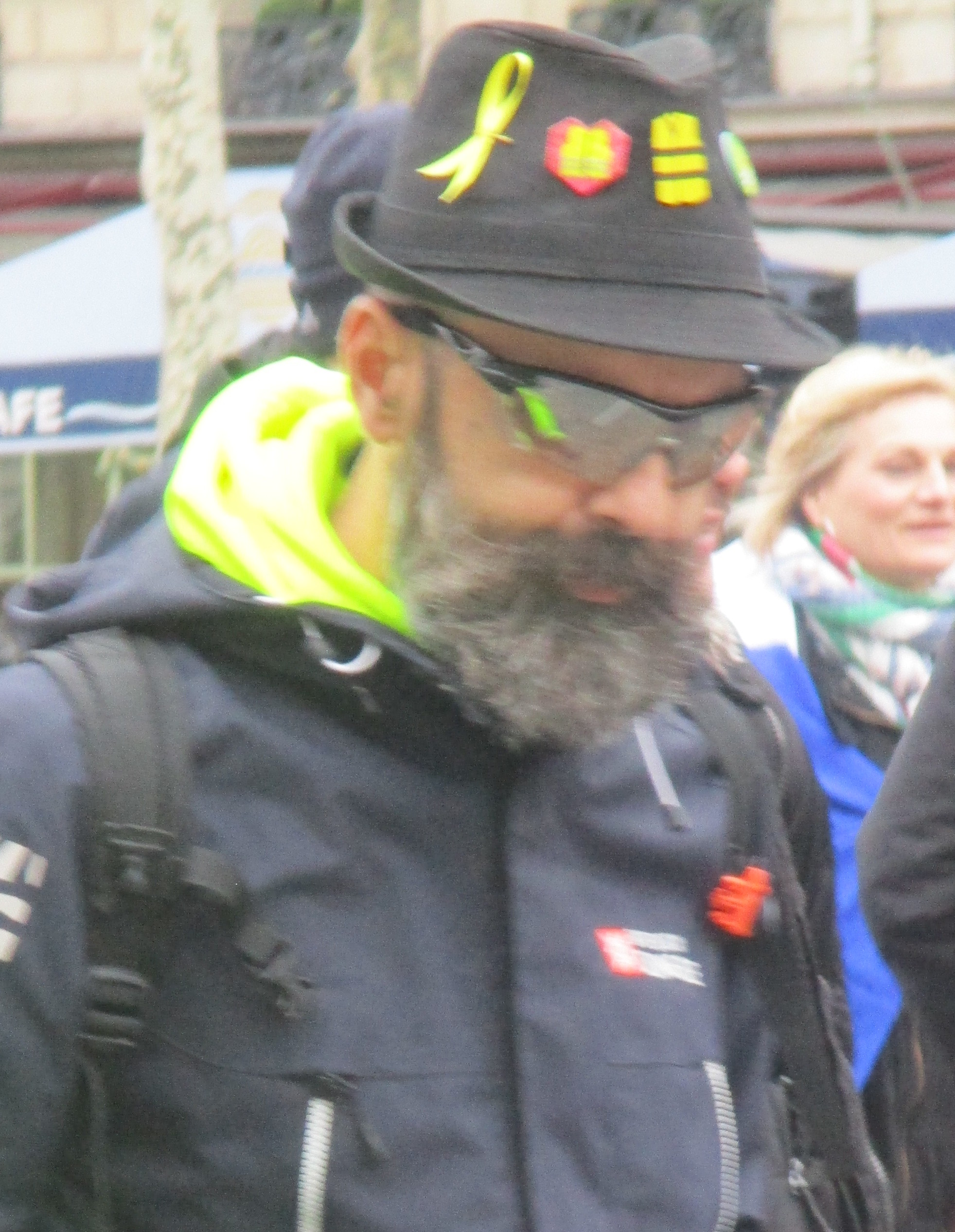
Jérôme Rodrigues
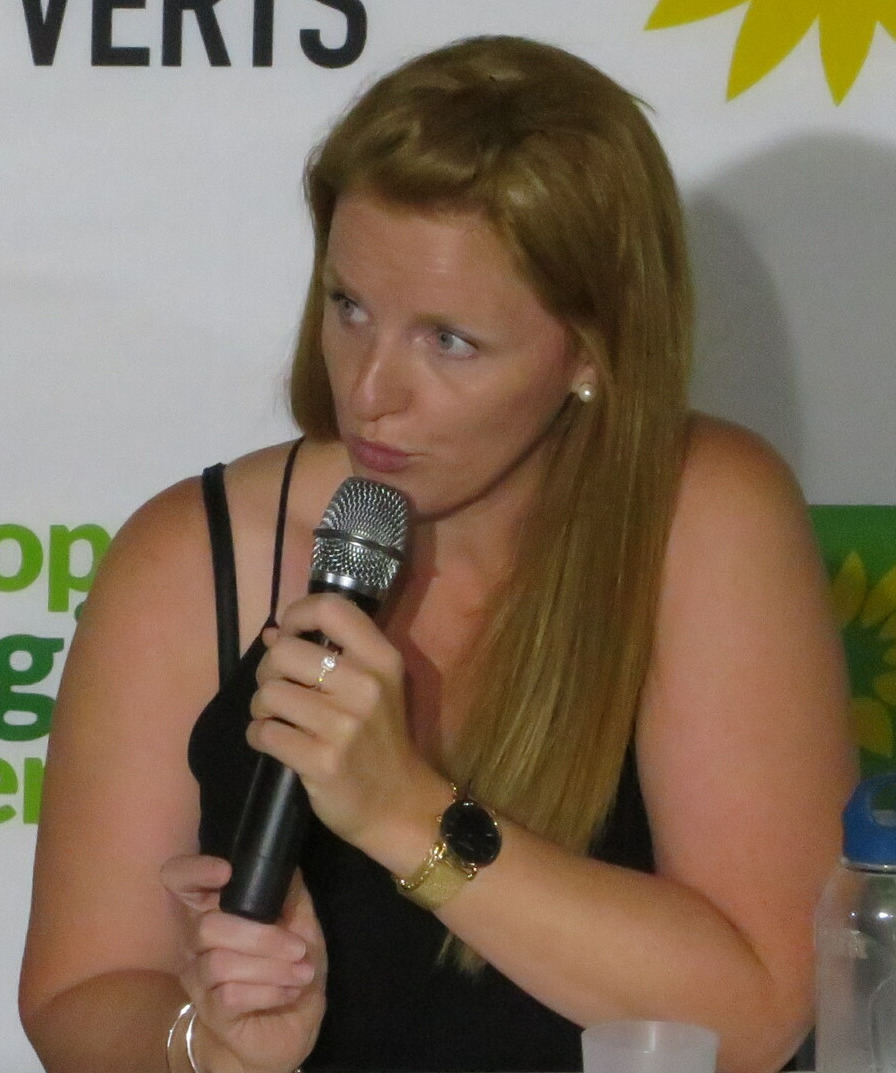
Ingrid Levavasseur

## Verloop
De oorspronkelijke deelnemers blokkeerden snelwegen en toegangswegen tot brandstofdepots, in eerste instantie uit protest tegen de in hun ogen te hoge brandstofprijzen. Hierbij voegden zich later ook demonstranten die protesteerden tegen hoge belastingen en het beleid van de Franse president Emmanuel Macron.
Als gevolg van de protesten zijn in Frankrijk ten minste tien personen om het leven gekomen en enkele duizenden mensen gewond geraakt. Op het Franse eiland Réunion, dat dicht bij Madagaskar ligt, is een politieagent zijn rechterhand kwijtgeraakt toen zijn wapen te vroeg afging. In Parijs liepen de demonstraties meerdere malen ernstig uit de hand. Op de Champs-Élysées brandden auto's uit en in de Arc de Triomphe werden vernielingen aangericht. Gesuggereerd werd dat president Macron mogelijk de noodtoestand zou uitroepen, maar dat is uiteindelijk niet gebeurd.
In reactie op de protesten trok de Franse regering begin december de accijnsverhoging in. De protesten in Frankrijk hielden hierna echter aan, waarbij niet alleen gedemonstreerd werd maar ook vernielingen werden aangericht. Er vielen wederom gewonden en tevens werden er honderden arrestaties verricht. Een 'nieuwe' groepering voegde zich in de loop van de tijd bij de protesten, Zwart Blok, linkse extremisten en antikapitalisten die geheel in het zwart gekleed gaan.
Op 10 december 2018 beloofde president Macron nog een aantal maatregelen in te voeren die de koopkracht zouden moeten verhogen.
Volgens Macron is het doel van het economisch hervormingsprogramma van de overheid het concurrentievermogen van Frankrijk in de wereldeconomie te verbeteren, en is het doel van de brandstofbelasting om het gebruik van fossiele brandstoffen te ontmoedigen. Veel van de demonstranten worden voornamelijk gemotiveerd door economische problemen als gevolg van lage salarissen en hoge energieprijzen. De meerderheid van de beweging ziet het probleem van klimaatverandering in, maar in hun ogen zijn het de multinationals die verantwoordelijk zijn voor klimaatverandering en zouden zij dus de kosten daarvan moeten dragen in plaats van de ‘gewone’ burger.
Eind november 2018 toonde een peiling aan dat 84% van de Franse bevolking de gelehesjesbeweging steunde, en dat 78% de aanpak van president Macron niet overtuigend vond. In december van dat jaar kwam tevens naar buiten dat de Franse regering zich extra ging inzetten om grote bedrijven als Google, Amazon, Facebook en Apple extra te belasten.
In januari 2019 besloot Macron tot het Groot Nationaal Debat, zoals het officieel heet. Fransen werden uitgenodigd om mee te praten over onderwerpen als klimaat en koopkracht. Na afloop van het debat, op 25 april, kondigde hij nieuw beleid aan. Zo beloofde hij dat de inkomensbelasting voor werkenden zal worden verlaagd, met name voor de middenklasse, en kleine pensioenen worden verhoogd. Daar staat tegenover dat de Fransen langer moeten doorwerken om de pensioenen te kunnen blijven betalen. Verder wil Macron burgers meer betrekken bij democratische besluitvorming, onder meer door het organiseren van referenda gemakkelijker te maken en een burgerconventie voor het klimaat op te richten. Tot 2022 zullen er geen ziekenhuizen en scholen verdwijnen. Desondanks gingen de protesten door.

## Het symbool
Het gele hesje is hét symbool van de protestbeweging. Officieel is het onbekend wie, om welke reden, voor dit hesje heeft gekozen, maar vaak wordt gewezen naar de video-oproep op 10 oktober 2018 van Éric Drouet. Ook is het begrijpelijk dat het hesje zo'n sterk symbool is geworden. Het hesje valt namelijk op op elke foto van het protest, is goedkoop en maakt iemand in één handeling deel van de demonstranten. Daarbij komt dat het in Frankrijk sinds 2008 verplicht is om een geel hesje in de auto te hebben liggen. De eerste demonstranten, die vooral de straat opgingen om te protesteren tegen de stijgende brandstofprijzen, hadden dus al een hesje ter beschikking. Toen de focus van de demonstranten zich uitbreidde van brandstofprijzen naar de kloof tussen de burger en de regering, fungeerde het hesje ook goed als symbool voor ‘de arbeider’. Zoals een journalist formuleerde is het gele hesje ‘net zo toegankelijk als de frustratie en woede’. Overigens werd de omgekeerde vlag ook als symbool gebruikt om onvrede te uiten op het overheidsbeleid.

## Beweegredenen
Sinds de aanstelling van de nieuwe president, Macron, is de gevoelsafstand tussen de overheid en de burgers toegenomen. Het leven is voor veel mensen moeilijker geworden, zeker buiten de stad, en de regering lijkt zich er heel weinig van aan te trekken. Een van de belangrijkste eisen van de gelehesjesbeweging is dus ook om burgerreferenda in te voeren. Een burgerreferendum is een volksstemming over een bepaalde politieke kwestie, waardoor burgers meer invloed op de politiek kunnen uitoefenen. Andere beweegredenen lijken vooral tegen de macht van de Europese Unie en multinationals te zijn, en tegen globalisering.
De Franse sociaal-geograaf Christophe Guilluy waarschuwde sedert 2004 in verschillende publicaties voor de achterstelling van La France périphérique, het Frankrijk buiten de grote steden, dat zichzelf uitgesloten voelt van de voordelen van de mondialisering en daarom politiek revolteert. Demonstraties zijn daarom belangrijker in gebieden die ver verwijderd zijn van het centrum van de politieke besluitvorming, bijvoorbeeld in Occitanië.

## Slachtoffers
De gewelddadige confrontaties tussen de politie en de demonstranten maken de protesten van de gelehesjesbeweging een van de bloedigste protesten in de geschiedenis van Frankrijk. Een jaar na begin van de protesten zijn er in totaal ongeveer 2400 demonstranten en 2000 politiemensen gewond geraakt. Zo’n 100 mensen daarvan zijn zwaargewond geraakt en er zijn er 11 overleden. Ook hebben een politieman en minstens 24 demonstranten, waaronder een belangrijke leider van de gelehesjesbeweging, Jerome Rodrigues, een oog verloren. De politie heeft ruim tienduizend mensen gearresteerd waarvan er ongeveer 3100 zijn veroordeeld. Er was 200 miljoen euro schade door vernielingen en plunderingen. De extra inzet van politie en militairen kostte 46 miljoen euro.

## Protesten buiten Frankrijk

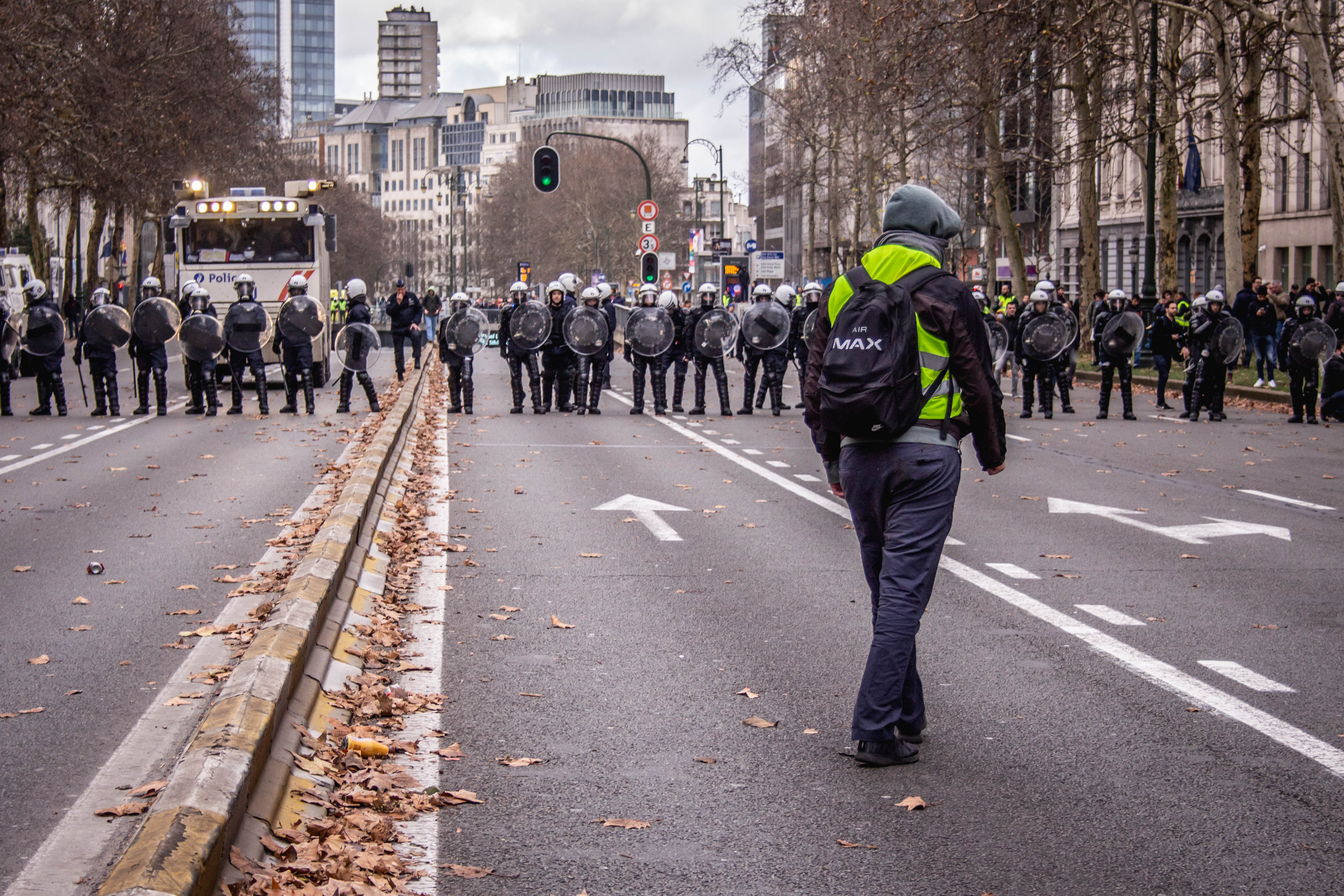
Politiemacht in Brussel.

In België begon het protest in Wallonië. Vanaf midden november werd de toegang tot brandstofdepots geblokkeerd. Later breidden de acties zich uit tot het economisch sterkere Vlaanderen. Op vrijdag 30 november 2018 was er een betoging in Brussel die rumoerig verliep. Er vonden meerdere confrontaties met de ordediensten plaats en er werden twee politievoertuigen in brand gestoken. Tijdens de demonstratie greep de politie in met traangas om vuurwerk en vandalisme te stoppen. Er kwam kritiek op de massale arrestaties en het hardhandige politieoptreden.

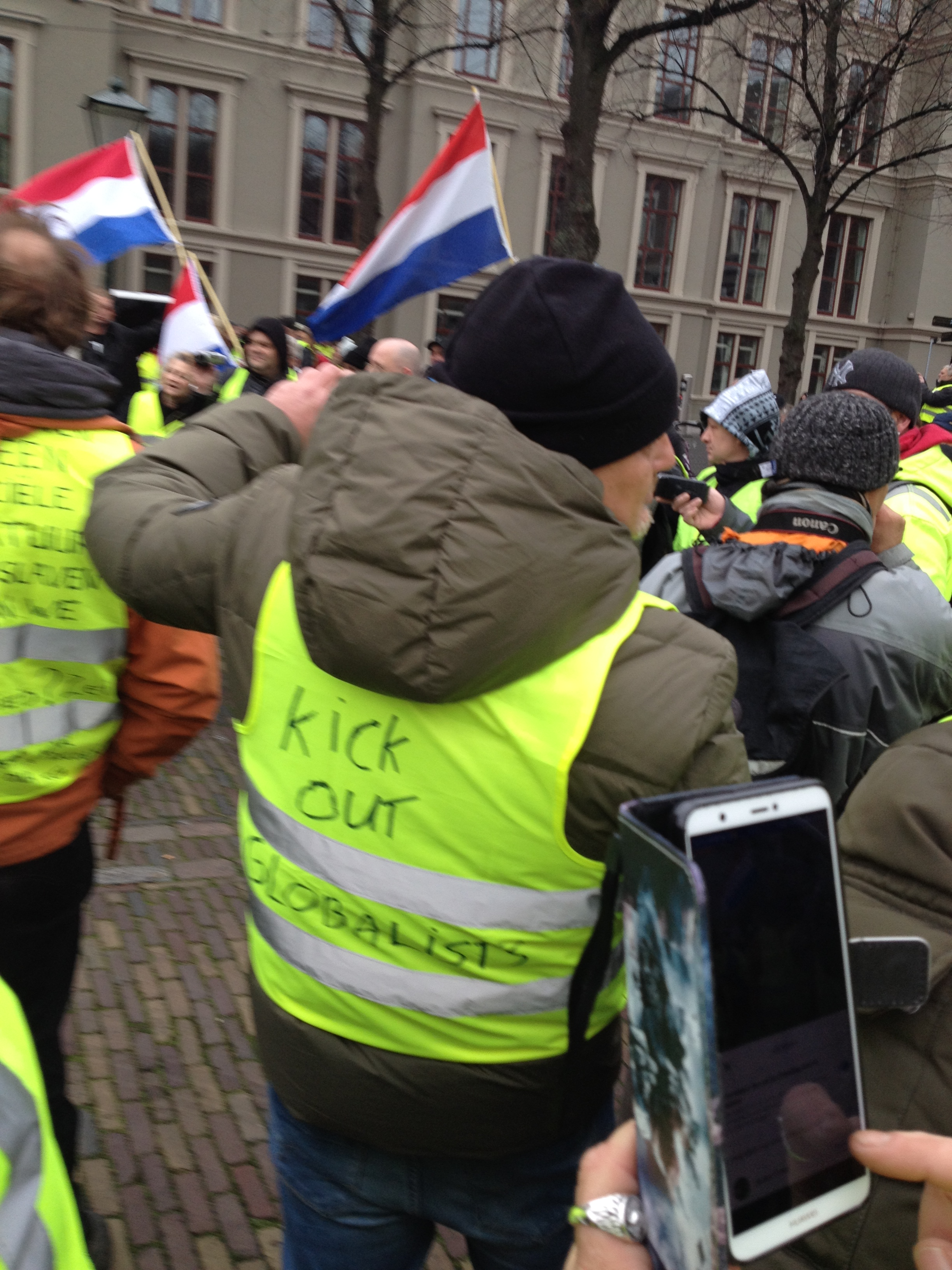
Kick Out Globalists op een geel hesje in Den Haag 29 december 2018.

Ook in Nederland demonstreerden vanaf december 2018 kleine groepen in gele hesjes. De betogers kwamen om uiteenlopende redenen in actie: verschillende deelnemers eisten verlaging van de accijnzen, een ander zorgstelsel, een strenger immigratiebeleid, verlaging van de pensioenleeftijd, een basisinkomen voor iedereen en het vertrek van premier Mark Rutte.
In Duitsland werd het gele hesje overgenomen door het linkse Aufstehen en de rechtse organisaties Pegida en Merkel-muss-weg-Mittwoch. Samen demonstreerden ze als Gelbewesten tegen Angela Merkel en het vanuit de EU aangestuurde immigratiebeleid. Ook de linkse partij Die Linke sympathiseerde met de gele hesjes.
De gele hesjes inspireerden verder tal van andere protestbewegingen in de wereld. In Bulgarije nam een protestbeweging tegen het dure leven de gele hesjes over als symbool. In Irak bewoog het een al langer actieve actiegroep om gele hesjes aan te trekken. Verder zijn er protestbewegingen in Servië, Canada, Israël, Jordanië, het Verenigd Koninkrijk, Griekenland, Zweden, Ierland en Taiwan.